# Никольская Борщаговка
Нико́льская Борщаго́вка (укр. Микільська Борщагівка) — историческая местность Киева, расположенная в Святошинском районе города. Известно, что Великий литовский князь Александр в 1497 году дал грамоту киевскому Никольскому монастырю. Границы жилого поселения практически совпадают с современным жилым массивом Южная Борщаговка.
На лугах рядом с Южной Борщаговкой в 1967—1988 годах построен жилой массив Никольская Борщаговка. 
Координаты местности — 50°25′35″ с. ш. 30°22′25″ в. д.
Помимо Никольской Борщаговки в Киеве и Киевской области существуют также Софийская Борщаговка, Братская Борщаговка, Михайловская Борщаговка, Петропавловская Борщаговка.